# Citrat de cafeïna
El citrat de cafeïna, és un medicament usada per tractar la manca de respiració en els nadons prematurs. Específicament es proporciona en nadons que han nascut amb menys de 35 setmanes de gestació o amb un pes de menys de 2 quilos. Es dona via oral o per injecció intravenosa.
Els efectes secundaris poden incloure problemes d'alimentació, augment de la freqüència cardíaca, baix nivell de sucre en la sang, enterocolitis necrotitzant i problemes renals. És una sal citrat de la cafeïna. El citrat de cafeïna és de la fàmilia de medicaments coneguda com a xantina. Funciona estimulant els centres respiratoris del cervell.
La cafeïna va ser descoberta el 1819.

## Fabricació
Simplement combinant cafeïna anhidre amb àcid cítric monohidrat i citrat de sodi dihidrat.